# Melampyrum cristatum
Melampyrum cristatum es una especie  de planta de la familia Scrophulariaceae. 

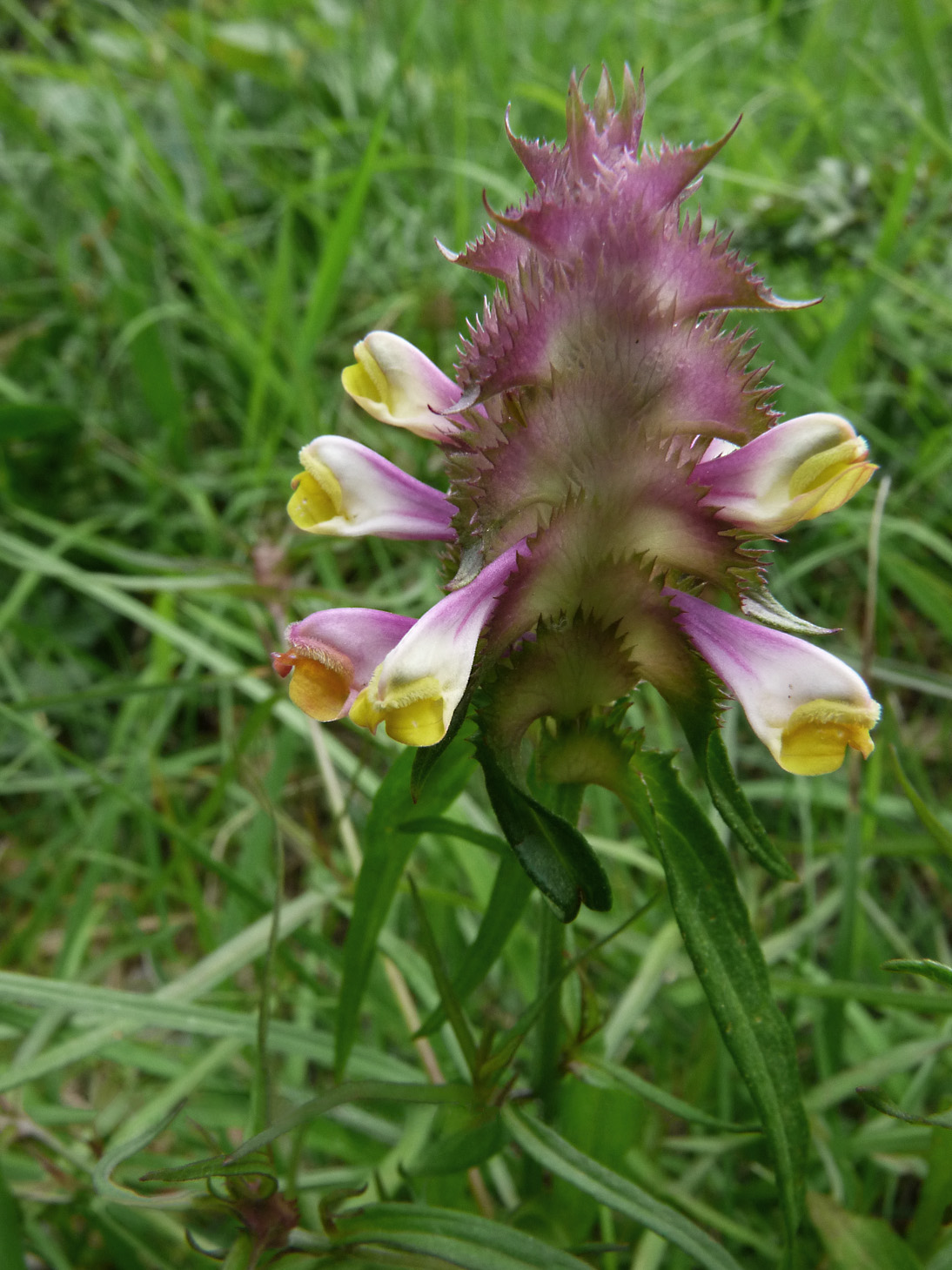
Inflorescencia

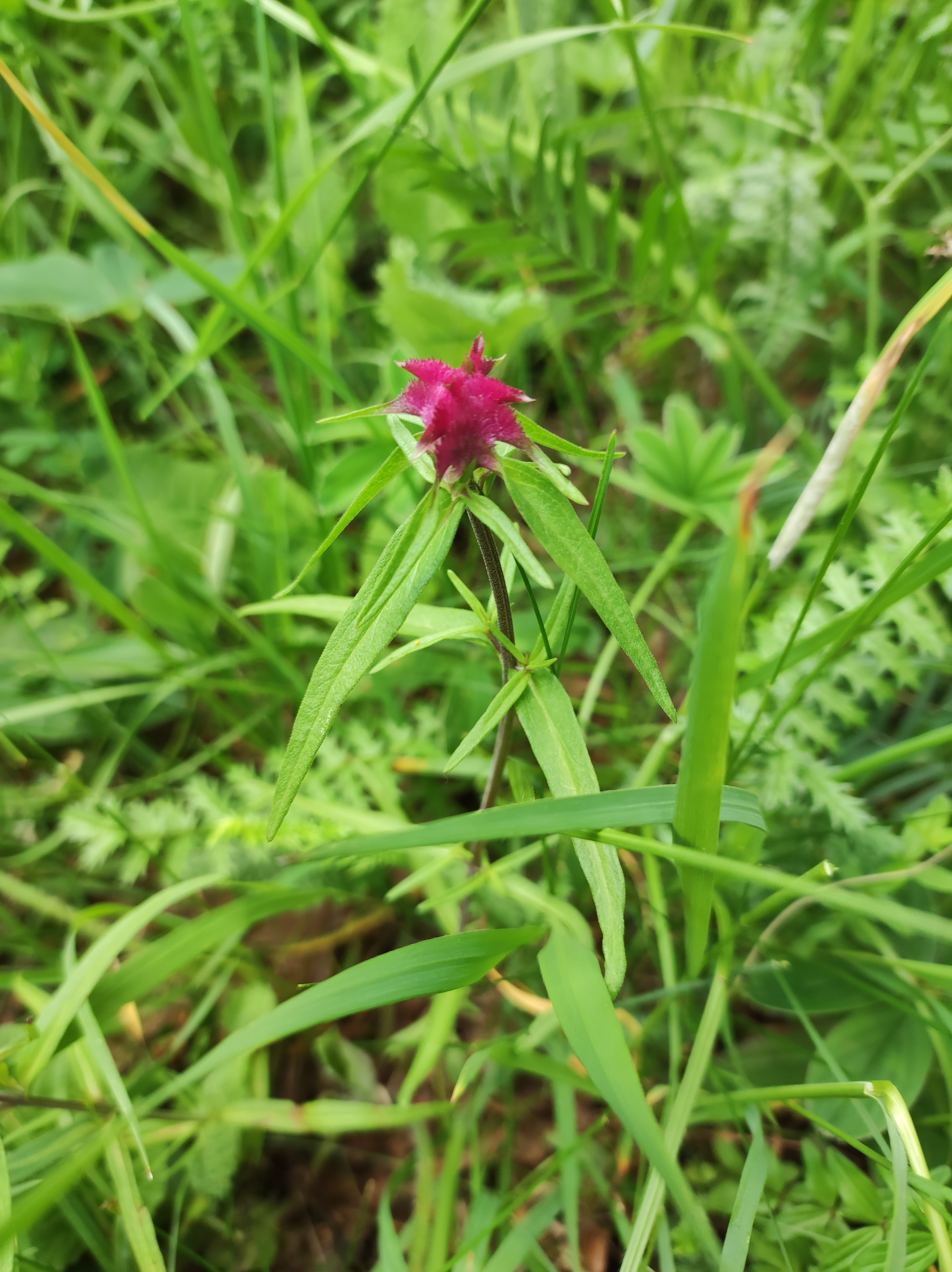
Vista de la planta

## Descripción
Es una hierba anual, que no ennegrece cuando seca. Tallos de 10-50 cm, cuadrangulares, ± ramificados. Hojas 25-60 × 3-10 mm, lineares o lanceoladas, enteras o a veces las superiores dentadas en la base, sésiles. Inflorescencia de 2,5-7 cm, en espiga densa, compacta en su totalidad, multilateral, cuadrangular, con flores que sobresalen en cuatro hileras; brácteas sésiles, densamente imbricadas, ocultando el eje de la inflorescencia, verdosas o purpúreo-rojizas, a menudo con algunos nectarios pequeños en el envés, las inferiores, con un limbo basal de 8-15 × 12- 20 mm, cordiforme, plegado longitudinalmente, con numerosos dientes irregulares de 1-2,5 mm, y un apéndice terminal hasta de 40(70) mm, linear-lanceolado, entero, plano, en general reflexo, las superiores reducidas casi solo al limbo; flores sésiles. Cáliz (5)6-8(9) mm, irregular, peloso en el margen de los lóbulos y en los nervios; tubo 2,5-3,5 mm; lóbulos linear-subulados, ± rectos, desiguales, los 2 superiores largos –2,5-4,5 mm– y los 2 inferiores cortos –1-2,5 mm–. Corola 11-15(16) mm, amarillo pálida, a menudo con tonos purpúreos y con la garganta amarillo dorada, ± pulverulenta en el exterior; tubo curvado, al menos el doble de largo que los labios, subglabro en el interior; garganta ± cerrada; labio inferior patente. Filamentos algo papilosos, los superiores 2-2,5 mm, los inferiores 3-4 mm; anteras 2,2-2,6 mm, con los mucrones subiguales. Nectario 0,5-0,8 mm. Cápsula 7-10 × 5-8 mm, netamente más larga que el cáliz, semilunar o algo recurvada, comprimida, dehiscente solo por el margen adaxial, glabra, excepto 2 hileras de pelos a lo largo de la línea de dehiscencia. Semillas 4- 5 × 1,8-2,5 mm, en general 4 por cápsula. Tiene un número de cromosomas de 2n = 18; n

## Distribución y hábitat
Claros y orlas de bosque, especialmente en robledales y quejigales, tanto en terrenos calcáreos como silíceos; 400-1400 m. V-VIII. Eurosiberiana; Europa, excepto el extremo N y escasa en el S, alcanzado por el SW el C de la península ibérica, y Asia occidental, llegando por el E hasta el río Yenisei. Cuencas media y alta del Ebro (Pirineos, montes vascos y estribaciones del Sistema Ibérico septentrional), y llega por el S a la mitad oriental del Sistema Central

## Taxonomía
Melampyrum cristatum, fue descrita por Hablitz ex Steud. y publicado en Nomencl. Bot. ed. 2, 2: 113 1841.
- Melampyrum ronnigeri Poeverl.
- Melampyrum solstitiale Ronniger in Dörfl.[3]

## Nombres comunes
- Castellano: enjaulada, murciélagos, trigo de vaca.